# Dorestat

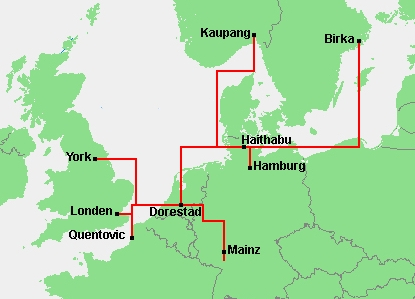
Dorestad na sieci głównych tras handlowych w Północnej Europie we wczesnym średniowieczu (około 800 roku)

Dorestat lub Dorestad – średniowieczne miasto w Niderlandach, które znajdowało się w pobliżu dzisiejszego Wijk bij Duurstede, na południe od Utrechtu.
Wznosiło się na ruinach rzymskiej fortecy, w miejscu, gdzie Ren przechodzi w Lek. Pomiędzy rokiem 600 a 850 o miasto toczyli walki Fryzowie z Frankami.
Miasto był ważnym portem Nadrenii począwszy od VII do połowy IX wieku. Handlowano przede wszystkim winem pochodzącym z winnic znajdujących się na południe od Moguncji.
Ośrodek był znany z mennicy. Około 635 mistrzem w mennicy w Dorestat był Madelinus. W późniejszym okresie bito tam sceaty.
Przez swą pozycję miasto wzbudzało zainteresowanie wikingów, którzy często je najeżdżali (834, 835, 836, 837, 844, 857 i 863). Historycy przypuszczają, iż w pierwszym najeździe brało udział aż 7000 wojów. Atakowi w 857 roku przewodził Ruryk. Miasto było stolicą Królestwa Dorestat w latach 850-885.
Po roku 863 miasto stopniowo traciło na znaczeniu z powodu spiętrzeń Renu. W 864 roku wielka powódź zatopiła miasto i okolice, a ujście Renu przesunęło się.